# Friedrich Langhorst
Friedrich Langhorst (* 15. April 1872 in Espelkamp; † 16. Februar 1935 in Dresden) war ein deutscher Politiker, Gewerkschaftssekretär und Mitglied des Sächsischen Landtags.
Der ehemalige Bergarbeiter war bis 1925 Bezirksleiter des sächsischen Bergarbeiterverbands. Bis 1933 war er hauptamtlicher Vertrauensmann bei der Sächsischen Knappschaft, Freiberg.
Langhorst (SPD) gehörte von 1920 bis 1926 dem sächsischen Landtag an. Nach der 1933 erfolgten Machtergreifung der Nationalsozialisten in Deutschland bildete sich um ihn und seine Söhne Fritz († 1943) und Heinrich (1911–1943) die sogenannte Widerstandsgruppe Langhorst, deren Mitglieder und Helfer verbotene sozialdemokratische Zeitungen wie den „Neuen Vorwärts“ oder die „Sozialistische Aktion“, Flugblätter und anderes Aufklärungsmaterial über den Nationalsozialismus verteilten. Die gesamte Familie wurde am 15. Februar 1935 verhaftet. Friedrich Langhorst starb schon in der ersten Nacht seiner Inhaftierung an den Folgen der Gestapoverhöre im Polizeigefängnis Dresden. Angeblich verübte er Selbstmord am Tag nach der Festnahme.
Am 8. März 2024 wurden in Dresden-Trachau Stolpersteine verlegt, die an das Schicksal von Friedrich Langhorst und seine Frau Johanna erinnern sollen. Sie wurden vom Stadtverband Dresden des Deutschen Gewerkschaftsbundes gestiftet.

## Veröffentlichungen
- Friedrich Langhorst: Aus der Geschichte des sächsischen Bergbaues und seiner Arbeiter : zur 50jährigen Erinnerung an die Gründung der sächsischen Bergarbeiter-Organisation. Zwickau: Seifert, 1924 (Eintrag in der Sächsischen Bibliographie).